# حرف نشانه
حرف نشانه حرفی است که برای تعیین نقش کلمه در جمله می‌آید. حرف‌های نشانه سه دسته‌اند: نشانهٔ ندا، نشانهٔ مفعول و نشانهٔ اضافه و صفت، و به ترتیب به قرار زیرند:
ا (الف) - که به عنوان نشانهٔ ندا به کار می‌رود. کلمه‌ای که این نشانه در آخر آن می‌آید نقش منادایی پیدا می‌کند:
خدایا!، پروردگارا!، دلا!
ای - مانند الف نشانهٔ ندا است و در اوّل کلمه می‌آید و آن را منادا می‌کند:
ای خدا!، ای برادر! ای آقا! ای خواهر! 
یا، مانند الف و ای نشانهٔ ندا است:
یارب!، یاعلی!، یا حسین!
را، نشانهٔ مفعول است و کلمه یا گروهی که پیش از را می‌آید نقش مفعولی پیدا می‌کند:
کتاب را برداشتم، قلم شما را آوردم.
کیفم را آوردم.
کسرهٔ اضافه، نشانهٔ اضافه و صفت است، یعنی کلمه‌ای که این نشانه در آخر آن بیاید یا موصوف است (در صورتی که کلمهٔ بعدی اسم یا ضمیر باشد):
مدادِ سیاه، مدادِ علی، مدادِ او،پیراهن قرمز،چشم او